# Distichodontidae
Distichodontidae es una familia de peces de agua dulce, cuenta con dieciocho géneros reconocidos científicamente, las especies de estos se encuentran distribuidos por África.

## Características
Hay dos grados evolutivos en esta familia, los micropredadores (predadores de organismos muy pequeños) y los herbívoros.
Los carnívoros tienen una mandíbula superior móvil y tienen un cuerpo alargado, los herbívoros tienen una mandíbula superior no protráctil.
Varían mucho en tamaño entre las especies, entre los 8 cm de longitud y los 83 cm.

## Géneros
- Belonophago (Giltay, 1929)
- Congocharax (Matthes, 1964)
- Distichodus (Müller & Troschel, 1844)
- Dundocharax (Poll, 1967)
- Eugnathichthys (Boulenger, 1898)
- Hemigrammocharax (Pellegrin, 1923)
- Hemistichodus (Pellegrin, 1900)
- Ichthyborus (Günther, 1864)
- Mesoborus (Pellegrin, 1900)
- Microstomatichthyoborus (Nichols & Griscom, 1917)
- Nannaethiops (Günther, 1872)
- Nannocharax (Günther, 1867)
- Neolebias (Steindachner, 1894)
- Paradistichodus (Pellegrin, 1922)
- Paraphago (Boulenger, 1899)
- Phago (Günther,1865)
- Phagoborus (Myers, 1924)
- Xenocharax (Günther, 1867)